# Барс (меховая фабрика)
Меховая фабрика «Барс» (также Скорняжно-пошивочная мастерская, Скорняжно-меховая фабрика, Меховая фабрика и т. д.) — предприятие, основанное в 1934 году в Новосибирске. Производило одежду из меха.

## История
Меховое предприятие было организовано в 1934 году на базе небольшой скорняжно-пошивочной мастерской, располагавшейся в подвальном помещении, её коллектив состоял из шести работников.
Во время Великой Отечественной войны предприятие изготавливало меховые носки, руковицы и меховые куртки для лётного состава.
Фабрика была в ведении Министерства торговли СССР, Министерства торговли РСФСР, Министерства лёгкой промышленности СССР.
В 1991 году предприятие стало частью концерна «Российский мех».

## Руководители
- Н. Г. Селектор (1942—1944)
- Г. Я. Кислицин (1944—1952)
- Ф. И. Павлов (1952—1957)
- Б. М. Ходос (1958—1971)
- А. И. Козловская (1971—1997)
- С. Г. Лепетюха (с 1997)[1]